# إيشينوماكي (مياغي)
إيشينوماكي (باليابانية: 石巻市 إيشينوماكي-شي) مدينة في محافظة مياغي، اليابان. تقع في شمالي جزيرة هونشو، وعلى مقربة من سواحل المحيط الهادي. مساحتها 555.78 كلم²، عدد السكان فيها 160496 نسمة في 2011. تأسست المدينة في 1 أبريل، 1933.
في 11 مارس 2011 تعرضت المدينة إلى ضرر بالغ جراء الزلزال بشدة 8.9 درجة عزم وموجات التسونامي التي تبعت ذلك، حيث نتج عن ذلك أكثر من 11 ألف لاجئ في المدينة.
مدينة إشينوماكي هي أحد المدن التابعة لمحافظة مياغي. تأسست رسميًا في 01/04/1933. ويقدر عدد سكانها بـ 163840 نسمة حسب تقدير مكتب الإحصاء الياباني لعام 2012. تبلغ مساحة إشينوماكي 555.77 كم2. بكثافة سكانية تبلغ 295 نسمة/كم2.

## المناخ
يظهر الجدول التالي التغييرات المناخية على مدار السنة لإيشينوماكي:
| البيانات المناخية لـإيشينوماكي    | البيانات المناخية لـإيشينوماكي | البيانات المناخية لـإيشينوماكي | البيانات المناخية لـإيشينوماكي | البيانات المناخية لـإيشينوماكي | البيانات المناخية لـإيشينوماكي | البيانات المناخية لـإيشينوماكي | البيانات المناخية لـإيشينوماكي | البيانات المناخية لـإيشينوماكي | البيانات المناخية لـإيشينوماكي | البيانات المناخية لـإيشينوماكي | البيانات المناخية لـإيشينوماكي | البيانات المناخية لـإيشينوماكي | البيانات المناخية لـإيشينوماكي |
| الشهر                             | يناير                          | فبراير                         | مارس                           | أبريل                          | مايو                           | يونيو                          | يوليو                          | أغسطس                          | سبتمبر                         | أكتوبر                         | نوفمبر                         | ديسمبر                         | المعدل السنوي                  |
| --------------------------------- | ------------------------------ | ------------------------------ | ------------------------------ | ------------------------------ | ------------------------------ | ------------------------------ | ------------------------------ | ------------------------------ | ------------------------------ | ------------------------------ | ------------------------------ | ------------------------------ | ------------------------------ |
| متوسط درجة الحرارة الكبرى °م (°ف) | 4.1 (39.4)                     | 4.4 (39.9)                     | 7.8 (46.0)                     | 13.6 (56.5)                    | 18.3 (64.9)                    | 21.3 (70.3)                    | 24.7 (76.5)                    | 27.1 (80.8)                    | 23.4 (74.1)                    | 18.2 (64.8)                    | 12.6 (54.7)                    | 7.2 (45.0)                     | 15.2 (59.4)                    |
| المتوسط اليومي °م (°ف)            | 0.3 (32.5)                     | 0.5 (32.9)                     | 3.5 (38.3)                     | 9.1 (48.4)                     | 14.0 (57.2)                    | 17.7 (63.9)                    | 21.3 (70.3)                    | 23.6 (74.5)                    | 19.7 (67.5)                    | 13.8 (56.8)                    | 8.1 (46.6)                     | 3.1 (37.6)                     | 11.2 (52.2)                    |
| متوسط درجة الحرارة الصغرى °م (°ف) | −3.2 (26.2)                    | −3.0 (26.6)                    | −0.4 (31.3)                    | 4.9 (40.8)                     | 10.2 (50.4)                    | 14.7 (58.5)                    | 18.7 (65.7)                    | 20.9 (69.6)                    | 16.4 (61.5)                    | 9.5 (49.1)                     | 3.8 (38.8)                     | −0.5 (31.1)                    | 7.7 (45.8)                     |
| الهطول مم (إنش)                   | 39.3 (1.55)                    | 47.7 (1.88)                    | 66.6 (2.62)                    | 91.5 (3.60)                    | 98.7 (3.89)                    | 108.5 (4.27)                   | 125.6 (4.94)                   | 123.7 (4.87)                   | 140.9 (5.55)                   | 108.3 (4.26)                   | 64.1 (2.52)                    | 32.7 (1.29)                    | 1٬047٫6 (41.24)                |
| متوسط تساقط الثلوج سم (إنش)       | 14 (5.5)                       | 28 (11)                        | 11 (4.3)                       | 0 (0)                          | 0 (0)                          | 0 (0)                          | 0 (0)                          | 0 (0)                          | 0 (0)                          | 0 (0)                          | 1 (0.4)                        | 7 (2.8)                        | 61 (24)                        |
| متوسط الرطوبة النسبية (%)         | 72                             | 72                             | 69                             | 71                             | 74                             | 82                             | 85                             | 83                             | 81                             | 77                             | 74                             | 73                             | 76                             |
| ساعات سطوع الشمس الشهرية          | 166.1                          | 160.9                          | 193.4                          | 192.8                          | 211.9                          | 153.6                          | 147.0                          | 178.2                          | 136.1                          | 157.7                          | 146.9                          | 150.5                          | 1٬995٫1                        |
| المصدر: NOAA (1961-1990)          |                                |                                |                                |                                |                                |                                |                                |                                |                                |                                |                                |                                |                                |

## توأمة
لإيشينوماكي (مياغي) اتفاقيات توأمة مع كل من:
- تشيفيتافيكيا
- ونجو (1 أكتوبر 1984 - )

## أعلام
- إيزامو كوسوغي
- هيروكي أوموري
- يوتا إيتشيجو
- ناويا شيغا
- ياسونوبو تشيبا